# Sarah Grilo
Sarah Grilo est une artiste peintre née à Buenos Aires le 19 juin 1917 et morte à Madrid le 24 août 2007. Mariée à l'artiste José Antonio Fernández-Muro, elle a vécu à Buenos Aires, Paris, New York et Madrid.
Elle est à ce jour considérée comme l'une des plus importantes artistes latino-américaines du XXe siècle,,.

## Biographie
Sarah Grilo a commencé sa carrière de façon autodidacte. En 1944, elle commence à étudier la peinture auprès de l'artiste catalan Vicente Puig. En 1949, elle présente sa première exposition personnelle à Madrid, caractérisée par un mélange de figuration et de cubisme.
À partir des années 1950, ses peintures deviennent de plus en plus abstraites. En 1952, à la demande du critique Aldo Pellegrini, elle rejoint le groupe Artistas Modernos de la Argentina. Composé d'artistes tels qu'Enio Iommi, Alfredo Hlito, Tomàs Maldonado, Lidy Prati et José Antonio Fernández-Muro, le groupe a été présenté au Musée Stedelijk à Amsterdam et au Musée d'art moderne à Rio de Janeiro.
À la suite de sa dissolution en 1954, Sarah Grilo s’installe à Paris. Durant cette période, entre 1957 et 1961, son œuvre se teinte progressivement de lyrisme.
En 1962, elle reçoit la Bourse Guggenheim. Ce prix marque un tournant dans sa carrière et dans son œuvre. L’artiste se libère peu à peu de l’abstraction géométrique et développe un nouveau vocabulaire plastique. Dès lors, ses œuvres mêlent surfaces colorées, coulures, signes numériques et textuels, graffitis,.
À partir de 1970, Sarah Grilo s’installe à Madrid ou elle poursuit son activité. Elle y vivra jusqu’à sa mort en 2007.
Sarah Grilo a exposé dans de nombreuses galeries et institutions aux États-Unis, en Amérique latine, et en Europe. Celles-ci comprennent : le musée national des Beaux-Arts de Buenos Aires ; le musée des beaux-arts de Caracas ; le Musée d'Art contemporain de Lima ; le musée Solomon R. Guggenheim, New York ; le Cisneros Fontanals Art Fondation (CIFO), Miami ; le Musée d'art des Amériques, Washington D.C. ; La collection Nelson Rockefeller, New York ; le Musée d'art Blanton, Austin ; le Stedelijk Museum Amsterdam; et le Musée national centre d'art Reina Sofía, à Madrid, entre autres,,.

## Œuvre

### Collections publiques
- Museo de Arte Contemporaneo Latinoamericano (MACLA), La Plata, Argentine
- Museo de Artes Plásticas Eduardo Sívori, Buenos Aires, Argentine
- Museo Municipal de Buenos Aires, Buenos Aires, Argentine
- Museo Municipal de Córdoba, Córdoba, Argentine
- Museo Nacional de Bellas Artes, Buenos Aires, Argentine
- Museo Internacional de la Resistencia Salvador Allende, Santiago, Chili
- Fundación Coltejer, Medellín, Colombie
- Museo de Arte de Cartagena, Carthagène, Colombie
- Colección Banco Santander, Madrid, Espagne
- Colección Circa XX Pilar Citoler, Madrid, Espagne
- Museo de Arte Abstracto de Cuenca, Cuenca, Espagne
- Museo de Arte Contemporáneo de Almería, Almería, Espagne
- Museo Español de Arte Contemporáneo, Madrid, Espagne
- Museo Nacional Centro de Arte Reina Sofía, Madrid, Espagne
- Art Museum of the Americas, Washington, États-Unis
- Blanton Museum of Art, Austin, États-Unis
- Chase Manhattan Bank Art Collection, New York, États-Unis
- Cisneros Fontanals Art Foundation , Miami, États-Unis
- Dallas Museum of Art, Dallas, États-Unis
- Metropolitan Museum of Art, New York, États-Unis
- Museum of Modern Art, New York, États-Unis
- Solomon R. Guggenheim Museum, New York, États-Unis
- The Nelson Rockefeller Collection, New York, États-Unis
- Stedelijk Museum of Art, Amsterdam, Pays-Bas
- Instituto de Arte Contemporáneo, Lima, Pérou
- Museo de Arte de Ponce, Ponce, Porto Rico
- Museo de Bellas Artes, Caracas, Venezuela

### Expositions individuelles et collectives (sélection)
2024 :
- The New York Years, 1962-1970, Galerie Lelong & Co., New York - France

2023 :
- Calligraphic Abstraction, Museum of Modern Art (MoMA), New York, États-Unis
- Das schönste, kleine Museum der Welt – Die Sammlung aus Cuenca, Ludwig Museum, Koblenz, Allemagne
- ESCRIBIR TODOS SUS NOMBRES - Spain’s female avant-garde from 1960 to today, Museo de Arte Contemporáneo Helga de Alvear, Cáceres, Espagne
- In the Shadow of Dictatorship: Creating the Museum of Spanish Abstract Art, The Meadows Museum, Dallas, Texas, États-Unis
- Action, Gesture, Paint. Women Artists and Global Abstraction 1940–70, Fondation Vincent van Gogh, Arles, France ; Whitechapel Gallery, Londres, Royaume-Uni

2022 :
- Escribir todos sus nombres, Palais Populaire, Berlin, Allemagne
- Los caminos de la abstraccion, 1957-1978, La Pedrera, Barcelone, Espagne

2021:
- Indicios, Galerie Lelong & Co., Paris - France

2018 :
- Signos, Galerie Lelong & Co., Paris - France [11]
- Museo de Arte Contemporaneo de Alicante (MACA) - Espagne

2017 :
- Museum of Modern Art (MoMA), New York - États-Unis
- Museo de Arte Contemporaneo Latinoamericano (MACLA), La Plata - Argentine

2016 : Jorge Mara la Ruche Gallery, Buenos Aires - Argentine
2015 :
- Jorge Mara la Ruche Gallery, Buenos Aires - Argentine
- Museo de Arte Contemporaneo Latinoamericano (MACLA), La Plata - Argentine

2014 :
- Galeria Jacques Martínez, Buenos Aires - Argentine
- Jorge Mara la Ruche Gallery, Buenos Aires - Argentine
- Museo de Arte Contemporaneo Latinoamericano (MACLA), La Plata - Argentine

2012 : Art Museum of the Americas (AMA), Washington - États-Unis
2010 : Fundación PROA, Buenos Aires - Argentine
2007 :
- Fundación Luis Seoane, La Corogne - Espagne
- Jorge Mara la Ruche Gallery, Buenos Aires - Argentine

2006 :
- Art Museum of the Americas (AMA), Washington - États-Unis
- Museo de Arte Contemporaneo Latinoamericano (MACLA), La Plata - Argentine

2005 : Museo Genaro Pérez, Cordoba - Espagne
2001 : Blanton Museum of Art, Austin - États-Unis
2000 : Casa de América, Madrid, Espagne
1995 : Phoenix Art Museum - États-Unis
1994 : Milwaukee Art Museum - États-Unis
1990 :
- Fundación San Telmo, Buenos Aires, Argentine
- Galería de Arte Contemporáneo , Buenos Aires, Argentine

1985 : Museo Español de Arte Contemporáneo, Madrid, Espagne
1978 : Musée d'art moderne de San Francisco (SFMOMA)
1963 : Paul Bianchini Gallery, New York - États-Unis
1959 : South American Art Today, Museum of Fine Art, Dallas, États-Unis
1958 : Galería Bonino, Buenos Aires - Argentine,
1957 : Pintura Panamericana, Museo Nacional de Bellas Artes de Buenos Aires, Buenos Aires, Argentine
1955 : Exposición Argentina, National Gallery, Washington, États-Unis
1953 : Un Siglo de Arte Argentino, Museo Nacional de Bellas Artes de Buenos Aires, Buenos Aires, Argentine
1952 : Grupo de Artistas Modernos, Stedelijk Museum, Amsterdam, Pays-Bas ; Museo de Arte Moderno, Rio de Janeiro, Brésil

### Biennales
- 1961 : VI Biennale de São Paulo - São Paulo - Brésil
- 1956 : Biennale de Venise
- 1953 : II Biennale de São Paulo - São Paulo - Brésil
- 1951 : I Biennale du Musée d'Art Moderne de São Paulo - São Paulo - Brésil